# Manuel Alberg
Manuel Alberg (* 6. März 2001 in Köln) ist ein deutscher Eishockeyspieler, der seit Juli 2024 bei den Iserlohn Roosters aus der Deutschen Eishockey Liga (DEL) unter Vertrag steht. Zuvor spielte er unter anderem bereits für die Schwenninger Wild Wings in derselben Liga.

## Karriere

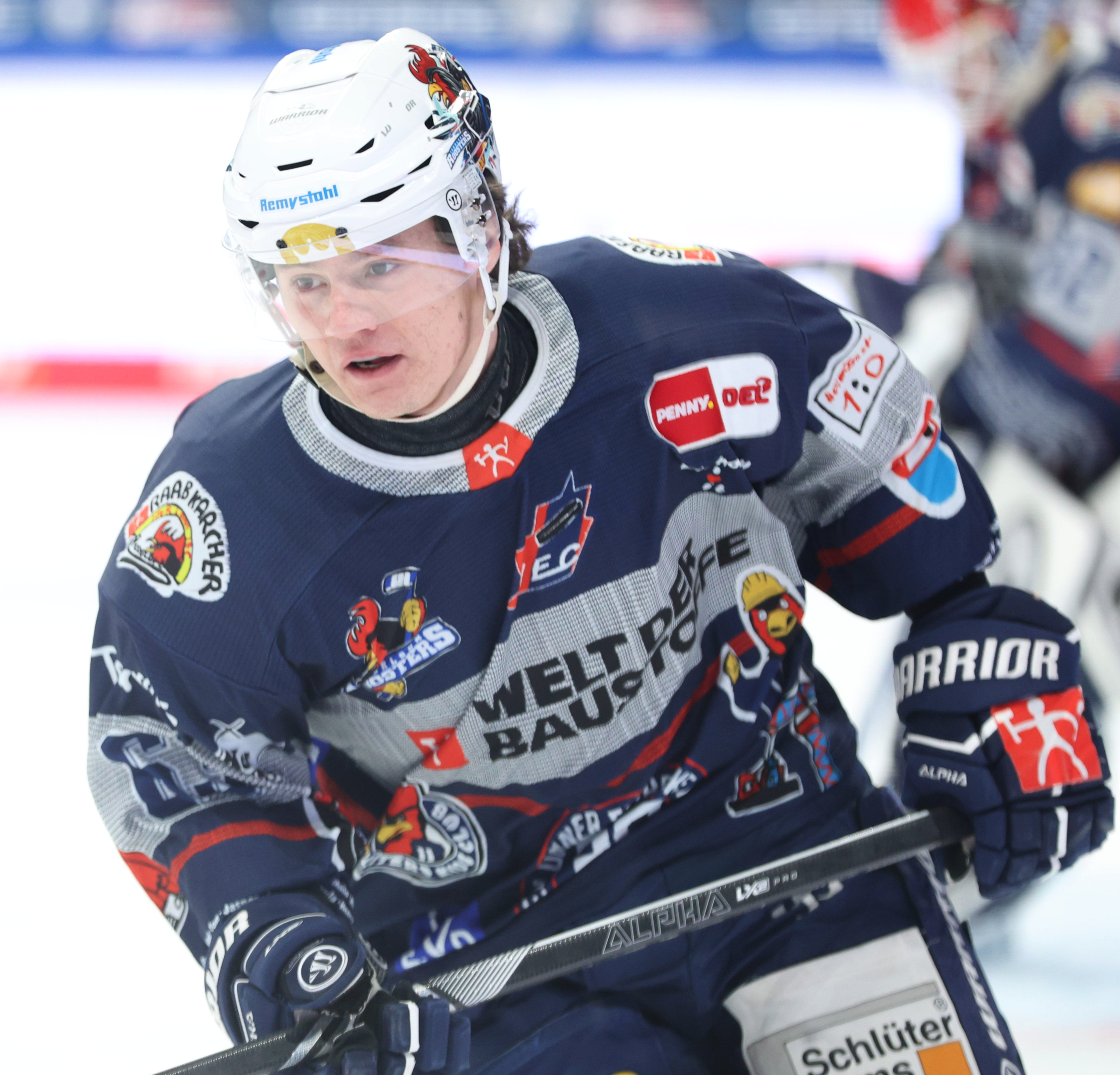
Alberg im Trikot der Iserlohn Roosters (2025)

Manuel Alberg unternahm seine ersten Schritte als Eishockeyspieler beim Kölner EC (KEC). Mit dem U16-Team der Junghaie gewann er im Jahr 2015 die Meisterschaft in der Schüler-Bundesliga. In dieser Zeit galt er neben Nino Kinder als eines der größten Sturmtalente seines Jahrgangs. Schon im Alter von 15 Jahren debütierte er in der Saison 2016/17 in der U18-Mannschaft des KEC in der Deutschen Nachwuchsliga (DNL). Die Erich-Kühnhackl-Stiftung zeichnete ihn im Jahr 2017 als besten deutschen Nachwuchsstürmer aus.
Im Sommer 2018 zog Alberg nach Nordamerika, um seine Karriere in den dortigen Nachwuchsligen fortzusetzen. Im CHL Import Draft wurde er im Jahr 2018 von den Owen Sound Attack aus der Ontario Hockey League (OHL) ausgewählt. In der Folgesaison sicherten sich die Moncton Wildcats aus der Ligue de hockey junior majeur du Québec (LHJMQ) die Rechte an dem Stürmer. Nachdem er dort allerdings im Laufe der Spielzeit seinen Platz im Kader verloren hatte, beendete er das Jahr bei den Des Moines Buccaneers in der United States Hockey League (USHL).
Im Vorfeld der Saison 2020/21 trainierte Alberg bei den Schwenninger Wild Wings mit, erhielt dort zunächst aber keinen Vertrag. Stattdessen schloss er sich für ein Jahr den RB Hockey Juniors an. Im Mai 2021 nahmen ihn die Wild Wings dann doch noch unter Vertrag. In Schwenningen entwickelte er sich zum Stammspieler in der Deutschen Eishockey Liga (DEL). Dennoch trat er im November 2022 mit dem Wunsch an den Verein heran, seinen Vertrag aufzulösen und eine Auszeit vom Profieishockey zu nehmen. Zurück in Köln gründete er mit seinem Vater ein Unternehmen im Garten- und Landschaftsbau und spielte in der Saison 2023/24 auf Amateurniveau beim ESV Bergisch Gladbach in der viertklassigen Regionalliga.
In die DEL kehrte Alberg dann im Sommer 2024 zurück. Durch die Vermittlung von Colin Ugbekilé erhielt er einen Probevertrag bei den Iserlohn Roosters, der nach guten Leistungen in der Vorbereitung im September 2024 bis zum Ende der Saison 2024/25 verlängert wurde.

### International
Schon als 13-Jähriger wurde Alberg in der Saison 2014/15 in Auswahlmannschaften des Landeseissportverbandes Nordrhein-Westfalen und des Deutschen Eishockey-Bundes berufen. In den folgenden Jahren lief er in fast allen Nachwuchsnationalmannschaften auf. Für die U18-Auswahl nahm er an zwei Weltmeisterschaften der Division IA teil. Bei den Titelkämpfen 2019 war er mit vier Treffern der zweitbeste Torschütze der deutschen Mannschaft, der mit dem Gruppensieg der Aufstieg in die Top-Division gelang. Mit der U20-Nationalmannschaft trat er bei der Weltmeisterschaft 2021 an.

## Erfolge und Auszeichnungen
- 2015 Deutscher Schülermeister mit dem Kölner EC
- 2017 Bester deutscher Nachwuchsstürmer
- 2019 Aufstieg in die Top-Division bei der U18-Junioren-Weltmeisterschaft der Division IA

## Karrierestatistik
Stand: Ende der Saison 2024/25

### International
Vertrat Deutschland bei:
- U18-Junioren-Weltmeisterschaft der Division IA 2018
- U18-Junioren-Weltmeisterschaft der Division IA 2019
- U20-Junioren-Weltmeisterschaft 2021

(Legende zur Spielerstatistik: Sp oder GP = absolvierte Spiele; T oder G = erzielte Tore; V oder A = erzielte Assists; Pkt oder Pts = erzielte Scorerpunkte; SM oder PIM = erhaltene Strafminuten; +/− = Plus/Minus-Bilanz; PP = erzielte Überzahltore; SH = erzielte Unterzahltore; GW = erzielte Siegtore; 1 Play-downs/Relegation; Kursiv: Statistik nicht vollständig)